# René Blondlot
Prosper-René Blondlot (født 3. juli 1849, død 24. november 1930) var en fransk fysiker som er bedst kendt for hans fejlagtige opdagelse af N-stråler, som senere viste sig at være en illusion.
Blondlot var født i Nancy i Frankrig, og uddannet i Nancy, Heidelberg, Zürich og Paris. Han var professor ved det naturvidenskabelige fakultet ved Nancy Universitet 1886–1910. Blondlot modtog 3 priser fra det franske videnskabernes akademi for sin forskning om konsekvenserne af Maxwells teori for elektromagnetisme.
For at vise, at en kerr-celle reagerer på et elektrisk felt indenfor mikrosekunder, brugte Blondlot i samarbejde med Ernest Bichat samme metode med et roterende spejl, som Léon Foucault tidligere havde brugt til at måle lysets hastighed. Han udviklede det roterende spejl til også at måle hastigheden af elektricitet i en elektrisk leder, idet han fotograferede gnister udsendt fra to ledere, hvor den ene var 1,8 km længere end den anden. Han fastslog derved, at hastigheden af elektricitet i en leder er meget tæt på hastigheden af lys.
I 1891 lavede Blondlot den første måling af hastigheden af radiobølger ved at måle bølgelængden ved at bruge Lecher-ledninger. Han brugte 13 forskellige frekvenser mellem 10 og 30 MHz og opnåede en gennemsnitsværdi på 297.600 km/s som er inden for 1 % af værdien for lyshastigheden. Det var en vigtig bekræftelse af James Clerk Maxwells teori om at lys er elektromagnetiske bølger ligesom radiobølger.
I 1903 offentliggjorde Blondlot, at han havde opdaget en ny type stråling, de såkaldte N-stråler. Opdagelsen fik megen opmærksom det følgende år indtil Robert W. Wood viste at fænomenet var helt subjektivt uden nogen fysisk oprindelse. Det franske videnskabernes akademi tildelte Blondlot prisen Prix Leconte på 50.000 franc i 1904. Den officielle begrundelse var dog ikke N-strålerne, men Blondlots samlede arbejder.
Kun lidt er kendt om Blondlots sidste år. William Seabrook skrev i sin biografi om Wood Doctor Wood, at Blondlot blev sindssyg og døde, antageligt som følge af N-stråle-fiaskoen. Martin Gardner har i en anden bog skrevet det samme. Men Blondlot fortsatte med at arbejde som professor i Nancy, indtil hans tidlige pensionering i 1910. Han døde 81 år gammel i 1930. Han var 54–55 år gammel under affæren med N-stråler.